# Valentino SpA

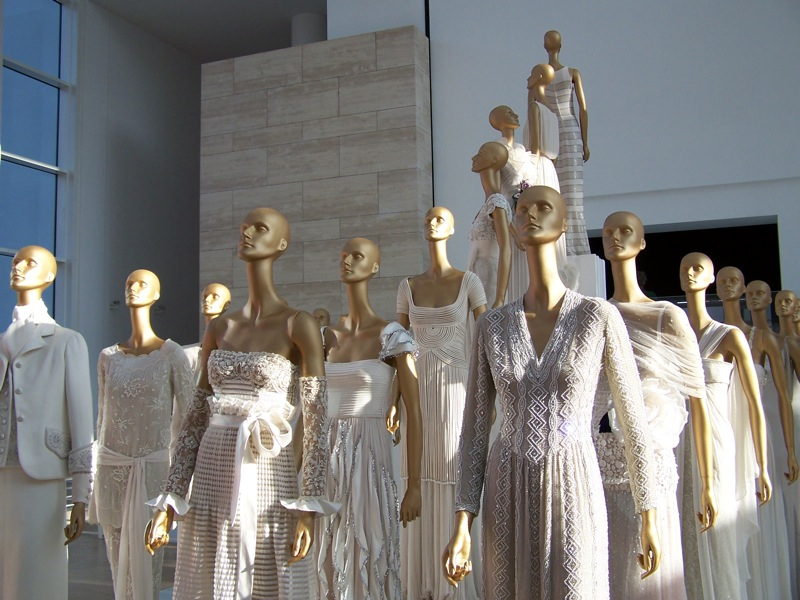
Haine albe Valentino expuse la sărbătorirea a 45 de ani de la înfiinţare

Valentino este o casă de modă întemeiată în 1959 de designerul Valentino Garavani și omul de afaceri Giancarlo Giametti.
Garavani și Giametti au deținut casa de modă până în 1998, când au vândut-o cu 300 de milioane de euro.
Compania a avut vânzări de 322,4 milioane de euro în anul 2011.